# Johann Jopp
Johann Jopp (* im 19. Jahrhundert; † im 19. Jahrhundert) war ein österreichischer Gutsbesitzer und Politiker.

## Leben
Jopp war Gutsbesitzer in Groß-Enzersdorf. Vom 20. Mai 1848 bis zum 30. Mai 1849 vertrat er den Wahlkreis 10. Österreich unter der Enns (Groß-Enzersdorf) in der Frankfurter Nationalversammlung. Im Parlament schloss er sich der Fraktion Donnersberg an und war Mitglied im Centralmärzverein. Er gehörte zu den Abgeordneten, die gegen die Wahl Friedrich Wilhelms IV. zum Kaiser der Deutschen stimmten.